# 超级马里奥兄弟 (电影)
《超級瑪俐》是美國於1993年上映的喜劇科幻冒險電影，由洛基·摩頓與安娜貝爾·楊科爾導演。該真人電影改編自1985年任天堂同名遊戲與系列，是史上第一部基於電子遊戲作品改編的長篇真人電影。主要角色瑪利歐由鮑伯·霍金斯演出，路易吉由約翰·李古查摩演出，库巴王由丹尼斯·霍柏演出，黛西公主由薩曼莎·馬西斯演出。
电影由华特迪士尼子公司好莱坞影业在1993年5月28日于美国首映，同年9月30日在香港上映；於美國为票房炸弹，预算4800万美元但票房僅2092万。口碑差勁，但获两项土星奖提名；日後成為部分觀眾追捧的邪典电影。

## 外部連結
- 互联网电影数据库（IMDb）上《超级马里奥兄弟》的资料（英文）
- 爛番茄上《超级马里奥兄弟》的資料（英文）
- Metacritic上《超级马里奥兄弟》的資料（英文）